# Quaqua
Quaqua (лат.) — род суккулентных растений семейства Кутровые (Apocynaceae), естественно произрастающий на территории Намибии и Капской провинции Южно-Африканской Республики. 

## Название
Согласно некоторым источникам, родовое латинское название Quaqua предположительно происходит от слова Kam-qua-qua, которое является частью диалектного континуума Намибии, известного как нама. Это слово переводится как «во всех направлениях» или «повсюду».

## Ботаническое описание

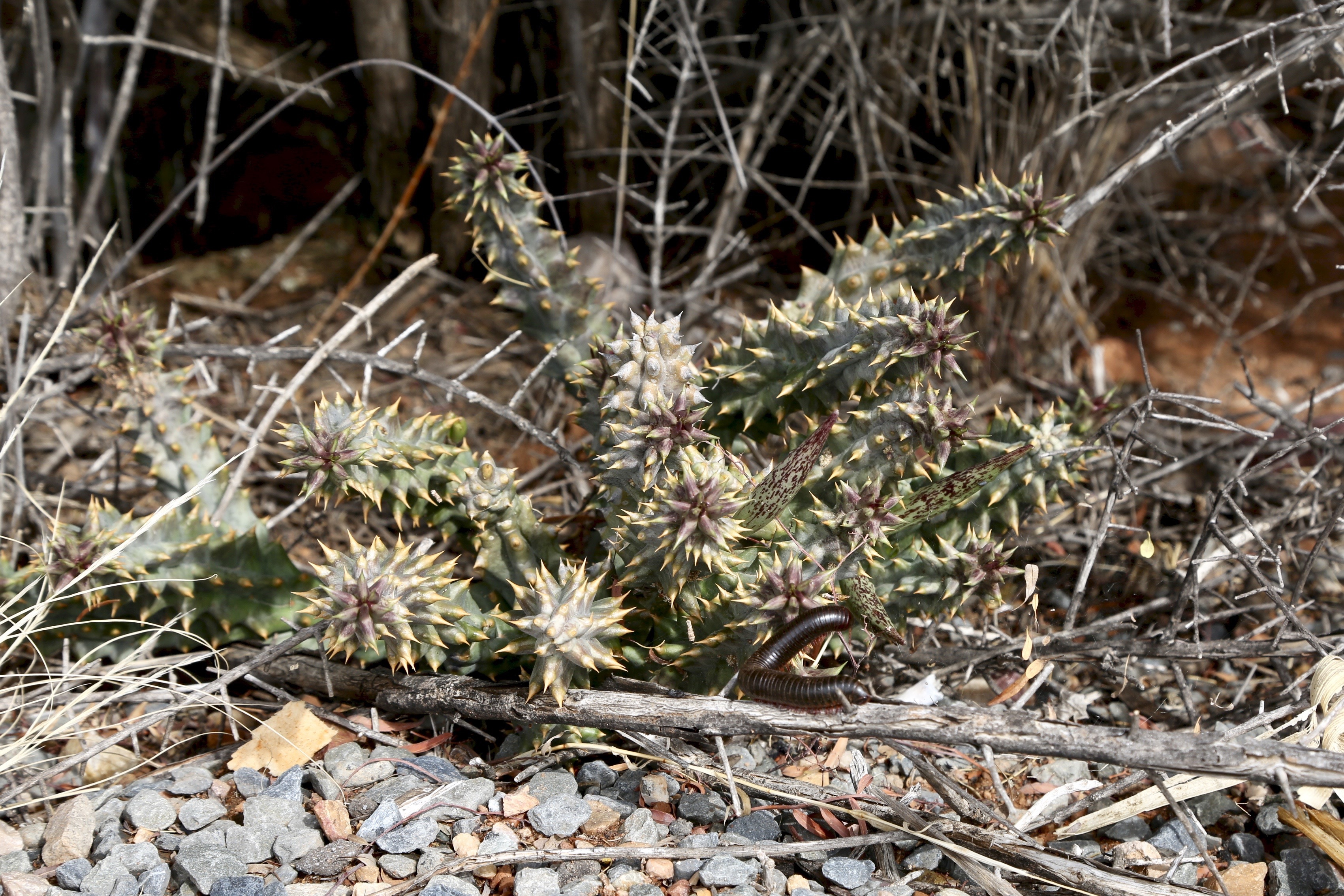
Quaqua mammillaris в естественной среде обитания. У растения видны острые листовки (плоды)

Quaqua — сочные, колючие полукустарники или кустарники. Они ветвятся у основания или над ним, образуя куртины. Стебли имеют 4 (5 или 6) углов и не являются столононосными. Они голые, безлистные и могут быть от серого до пурпурного цвета. Стебли имеют толстые, выпуклые бугорки с закругленными углами. Каждый бугорок вооружен затвердевшим, коническим, горизонтальным или изогнутым желто-коричневым зубцом. Иногда каждый зубец фланкируется двумя зубчиками. Бугорки с соседних углов сходятся посередине стебля, образуя хорошо выраженную бороздку.

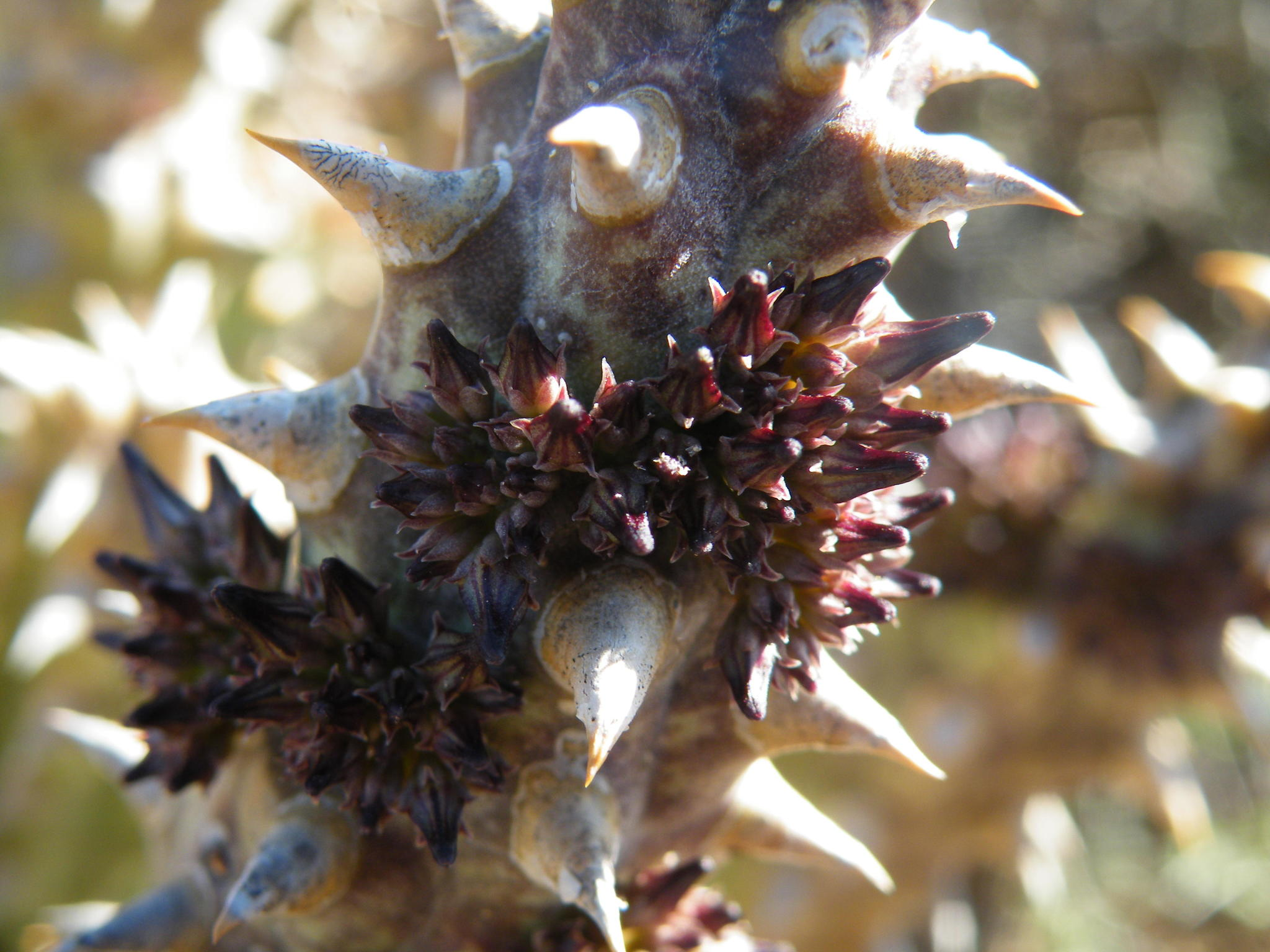
Цветки Quaqua mammillaris

Соцветия расположены по 1-20 на стебле, преимущественно в верхней части стебля. Цветки могут быть одиночными или собраными в пучки. Венчик цветка может различаться в степени расширения в зависимости от числа цветков в пучке. Часто он имеет сосочковую и колосовидную форму, иногда опушенную внутри. Диаметр венчика составляет от 7 до 25 мм, часто значительно меньше диаметра стеблей. Трубка цветка редко отсутствует и может быть от чашевидной до конической, имея глубину до 5 мм. Лопасти венчика имеют разнообразную форму, от яйцевидно-ланцетных до линейно-острых, иногда с реснитчатыми краями или заметно загнутыми назад. Их длина составляет от 3 до 15 мм. Корона цветка состоит из внешних и внутренних долей. Внешние доли могут быть глубоко раздвоены, неглубоко раздвоены или полностью охватывать пространство между внутренними долями, образуя чашечку вокруг столбца, которая возникает у основания внутренних долей. Внутренние лопасти прижаты к тыльной стороне пыльников на большей части их длины. Иногда они изначально лежачие, а затем приподнимаются в центре, образуя небольшой столбик, чаще всего уплощенный дорсально. Пыльники двугнездные и расположены горизонтально на вершине столбика. Они имеют прямоугольную форму. Плоды — листовки, имеют теретето-веретеновидную форму и стоят прямо. Они расходятся под углом до 90°. Семена уплощенные, коричневого цвета, с мелкими сосочковидными выступами на поверхности.

## Таксономия
Quaqua N.E.Br., первое упоминание в Gard. Chron., n.s., 12: 8 (1879). Входит в трибу Стапеливые (Stapelieae).

### Синонимы
Гетеротипные (основанные на разных номенклатурных типах):
- Sarcophagophilus Dinter (1923)

### Виды
Подтвержденные виды по данным сайта Plants of the World Online на 2023 год:
- Quaqua acutiloba (N.E.Br.) Bruyns]
- Quaqua albersii Plowes
- Quaqua arenicola (N.E.Br.) Plowes
- Quaqua arida (Masson) Plowes ex Bruyns
- Quaqua armata (N.E.Br.) Bruyns
- Quaqua aurea (C.A.Lückh.) Plowes
- Quaqua bayeriana (Bruyns) Plowes
- Quaqua cincta (C.A.Lückh.) Bruyns
- Quaqua framesii (Pillans) Bruyns
- Quaqua incarnata (L.f.) Bruyns
- Quaqua inversa (N.E.Br.) Bruyns
- Quaqua linearis (N.E.Br.) Bruyns
- Quaqua mammillaris (L.) Bruyns
- Quaqua multiflora (R.A.Dyer) Bruyns
- Quaqua pallens Bruyns
- Quaqua parviflora (Masson) Bruyns
- Quaqua pillansii (N.E.Br.) Bruyns
- Quaqua pruinosa (Masson) Bruyns
- Quaqua pulchra (Bruyns) Plowes
- Quaqua ramosa (Masson) Bruyns

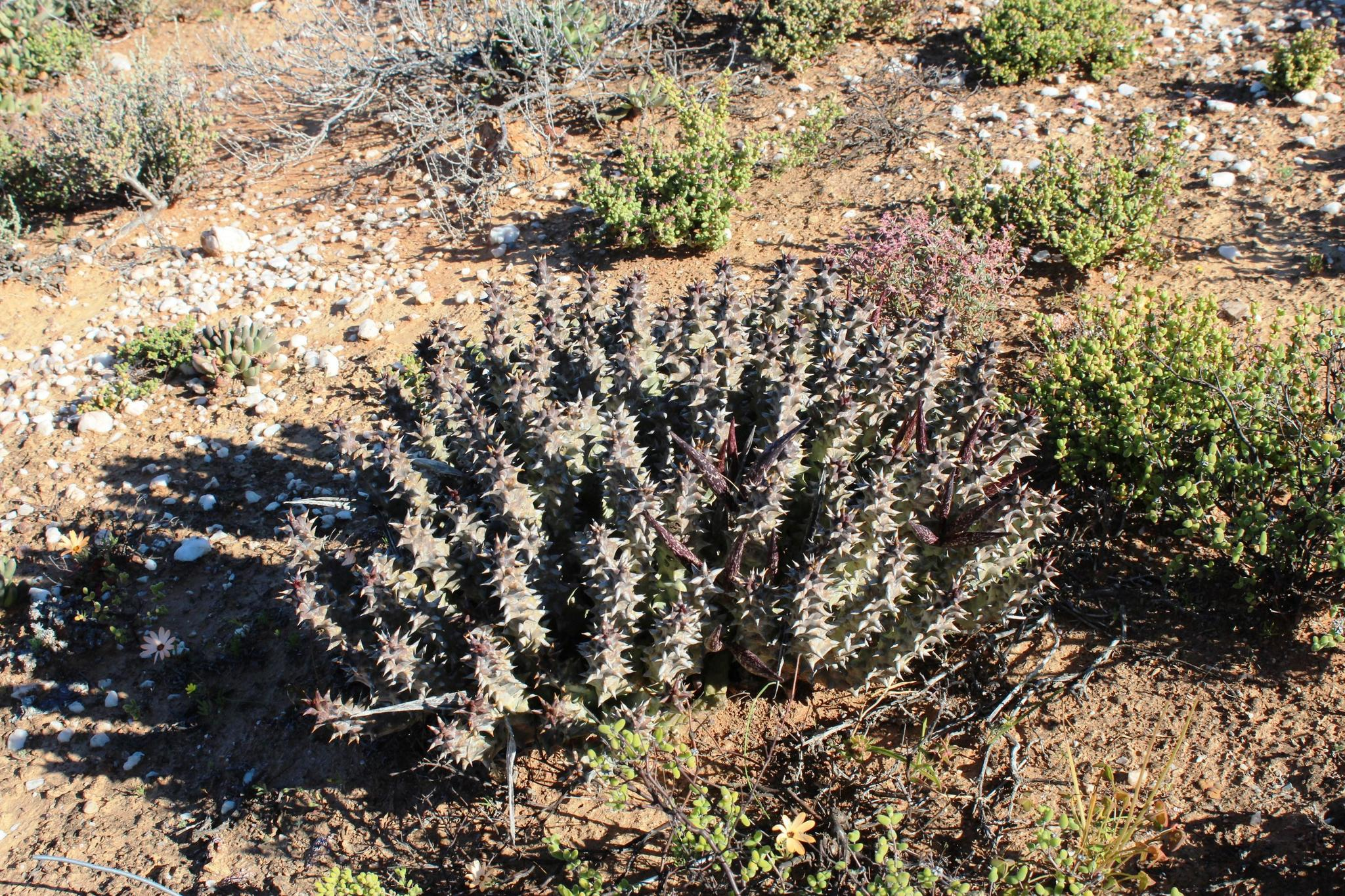
Quaqua mammillaris
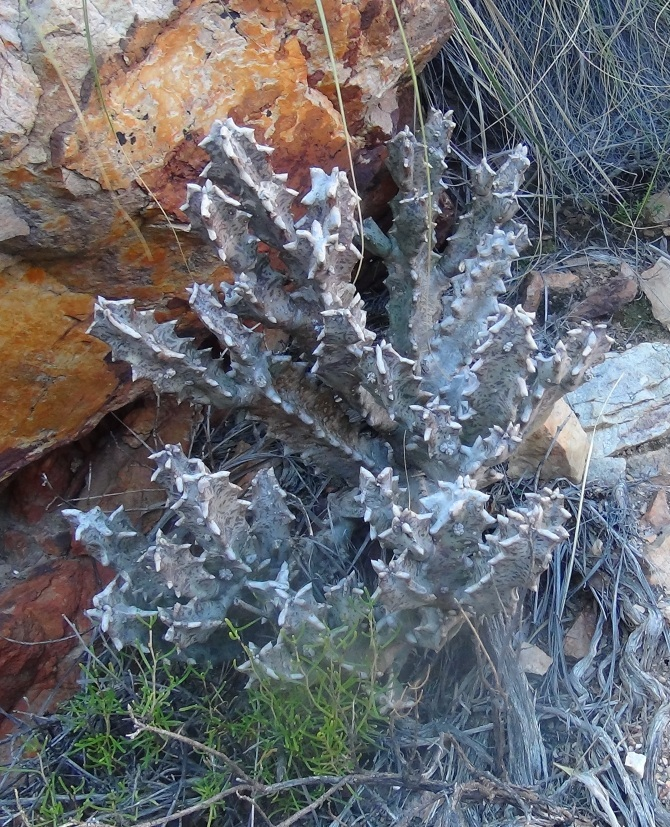
Quaqua pillansii
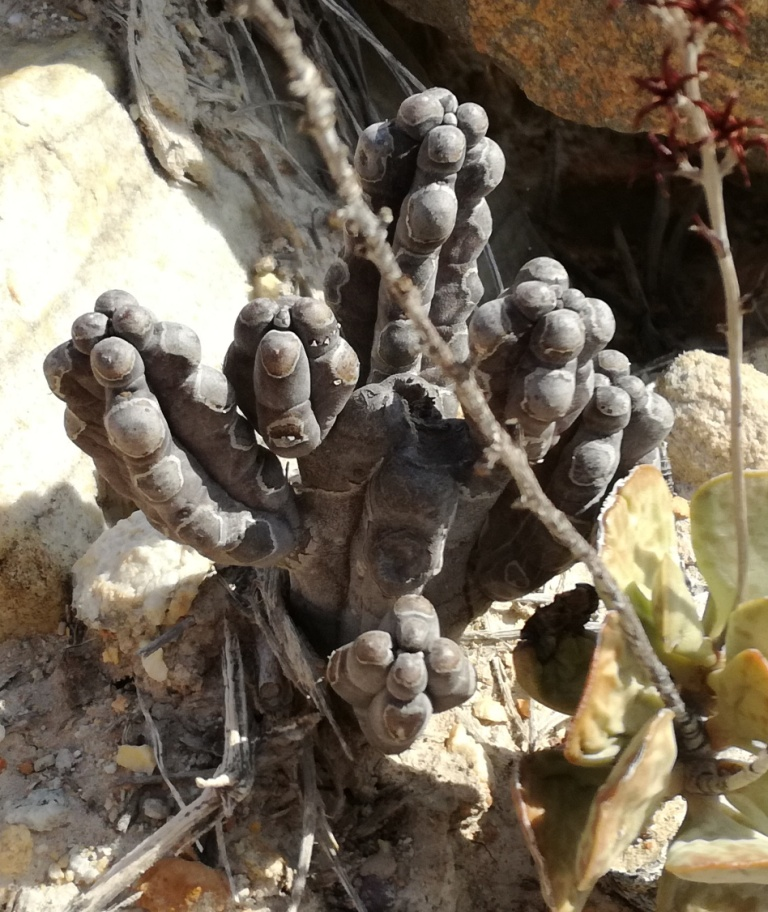
Quaqua ramosa